# Етиопски бир
Етиопски бир (амхарски: ብር) је званична валута у Етиопији. Скраћеница тј. симбол за бир је Br а међународни код ETB. Бир издаје Народна банка Етиопије. У 2011. години инфлација је износила 50%. Један бир састоји се од 100 сантима.
Постоје новчанице у износима 1, 5, 10, 50 и 100 бира и кованице од 1, 5, 10, 25 и 50 сантима и 1 бира.
У оптицају је око 10 милијарди евра вредности.